# Heilig Hartbeeld (Maren)
Het Heilig Hartbeeld is een standbeeld in de Nederlandse plaats Maren, in de provincie Noord-Brabant.

## Achtergrond
Het Heilig Hartbeeld in art decostijl werd in 1933 geïntroniseerd en stond oorspronkelijk aan de voorzijde van de neogotische Lambertuskerk in Maren. De kerk raakte in 1944, tijdens de Tweede Wereldoorlog, door granaatvuur zwaar beschadigd en werd uiteindelijk afgebroken. In 1953 werd in Maren-Kessel de nieuwe Lambertuskerk in gebruik genomen. Het monument verhuisde naar het voormalige kerkhof in Maren. 
Ook het grafmonument van Francisca Vermeulen, dat in 1915 op het kerkhof werd geplaatst, is een rijksmonument.

## Beschrijving
De op een halve wereldbol staande Christusfiguur draagt lang gewaad en een kazuifel, op zijn borst het Heilig Hart. Hij houdt zijn beide handen zegenend geheven boven twee geknielde engelen die aan weerszijden van hem zitten. Alle drie figuren dragen een aureool. 
De beelden staan op een drieledige verspringende sokkel. Aan de voorzijde van het linkerdeel is in reliëf een wapen met leeuw (van Maren), in het midden een kruis en aan de rechterkant een wapenschild van een griffioen met een bundel in de bek afgebeeld.
Het monument is beschadigd, zo mist Christus zijn handen en de linkerengel een deel van zijn aureool.

## Waardering
Het beeldhouwwerk werd in 2000 als rijksmonument ingeschreven in het monumentenregister, onder meer "als bijzondere uitdrukking van een sociale en geestelijke ontwikkeling, in het bijzonder de ontwikkeling van de katholieke devotionele cultuur, het is tevens van belang voor de typologische ontwikkeling. Het heeft kunsthistorisch belang als voorbeeld van het werk van de beeldhouwersateliers in het zuiden."